# فرنسيس دريك ويلموت
فرنسيس دريك ويلموت هو فلاح وسياسي أسترالي، ولد في 23 يناير 1904 في Nannup, Western Australia ‏ في أستراليا، وتوفي في 4 أغسطس 2004 في Mount Lawley, Western Australia ‏ في أستراليا. نشط حزبياً في حزب أستراليا الليبرالي.